# Lisa Miskovsky (album)
Lisa Miskovsky è il primo album in studio della cantautrice svedese Lisa Miskovsky, pubblicato nel 2001.

## Tracce
1. Quietly – 4:09
2. Driving One Of Your Cars – 3:46
3. Dallas Friends – 4:11
4. Don't Say Goodbye – 3:29
5. What If – 3:40
6. Handbag – 4:26
7. Leftovers – 3:52
8. Sister – 3:22
9. Sad Lullaby – 4:22
10. How To Stop – 3:25
11. Paperback Boy – 4:33
12. Ready For The Fall – 3:47
13. Mary Bell – 3:02